# Krystyna Skarbek
Maria Krystyna Janina Skarbek (pronunciación en polaco: /krɨˈstɨna ˈskarbɛk/; Varsovia, 1 de mayo de 1908 - Londres, 15 de junio de 1952), también conocida como Christine Granville, fue una agente polaca de la Dirección de Operaciones Especiales británica (SOE, por sus siglas en inglés) durante la Segunda Guerra Mundial. Se hizo famosa por sus atrevidas hazañas en misiones de inteligencia y de guerra no convencional, durante la ocupación de Polonia y Francia por los nazis. El periodista Alistair Horne, quien se describió a sí mismo en 2012 como una de las pocas personas aún vivas que había conocido a Skarbek, la describió como «la más valiente de los valientes». La maestra de espías Vera Atkins de la SOE describió a Skarbek como «muy valiente, muy atractiva, pero una solitaria y una ley en sí misma».
Se convirtió en agente británica meses antes de que se fundara la SOE en julio de 1940. Fue la primera mujer agente británica en servir en el campo y la más antigua de todas las agentes británicas en tiempos de guerra. A su ingenio y éxito se les atribuye haber influido en la decisión de reclutar a más mujeres como agentes en los países ocupados por los nazis. En 1941 comenzó a usar el alias Christine Granville, un nombre que adoptó legalmente al naturalizarse como súbdita británica en diciembre de 1946.
La hazaña más famosa de Skarbek fue conseguir la liberación de los agentes del SOE Francis Cammaerts y Xan Fielding de una prisión alemana, horas antes de que fueran ejecutados. Lo hizo reuniéndose (con gran riesgo personal) con el comandante de la Gestapo en Digne-les-Bains, Francia, diciéndole que era una agente británica y persuadiéndolo con amenazas, mentiras y un soborno de dos millones de francos para que liberara a los agentes de la SOE. Este evento fue después teatralizado en el último episodio del programa de televisión británico Wish Me Luck.
A Skarbek se la describe a menudo en términos tales como la "espía más glamurosa" de Gran Bretaña. Fue apuñalada hasta la muerte en 1952 en Londres por un pretendiente obsesionado y rechazado, que posteriormente fue ahorcado.

## Biografía
Krystyna Skarbek nació en 1908 en Varsovia, hija del conde Jerzy Skarbek, católico, y Stefania (de soltera, Goldfeder), hija de una rica familia judía. Al casarse con Stefania, a finales de diciembre de 1899, Jerzy Skarbek usó la dote de su esposa (su padre era banquero) para pagar sus deudas y continuar con su lujoso estilo de vida.
Relaciones notables incluyeron a Fryderyk Skarbek, reformador de prisiones, y Włodzimierz Krzyżanowski, general del Ejército de la Unión de Estados Unidos. Skarbek estaba relacionado lejanamente con el regente húngaro, el almirante Miklós Horthy, ya que un primo de la rama de Leópolis de la familia se había casado con un pariente de Horthy.
El primer hijo de la pareja, Andrzej (Andrés), se parecía al lado materno de la familia. Krystyna, su segunda hija, se asemejaba a su padre y su afición por montar a caballo, en el que se sentaba a horcajadas en vez de con las piernas de lado, como era habitual en las mujeres. También se convirtió en una esquiadora experta durante sus visitas a Zakopane en las montañas Tatra del sur de Polonia. Desde el principio, hubo una compenetración completa entre padre e hija, por lo que no necesitó mucho esfuerzo para ser considerada una marimacho.
En los establos de la familia, Krystyna conoció a Andrzej Kowerski, cuyo padre lo había traído para jugar con Krystyna, de diez años, mientras ambos padres discutían asuntos agrícolas.
La década de 1920 dejó a la familia en una situación económica difícil, y tuvieron que renunciar a su finca y mudarse a Varsovia. En 1930, cuando Krystyna tenía 22 años, murió el conde Jerzy. El imperio financiero Goldfeder se había derrumbado casi por completo y apenas había dinero suficiente para mantener a la condesa viuda Stefania. Krystyna, que no deseaba ser una carga para su madre, trabajaba en un concesionario de automóviles Fiat, pero pronto enfermó por los humos de los automóviles y tuvo que dejar el trabajo. Al principio, se pensó, sobre la base de sombras que aparecían en las radiografías de su pecho, que padecía tuberculosis, enfermedad por la que había muerto su padre. Recibió una compensación de la compañía de seguros de su empleador y siguió el consejo de sus médicos de llevar una vida al aire libre. Comenzó a pasar mucho tiempo caminando y esquiando en las montañas Tatra. En 1930, Skarbek fue finalista en el concurso de belleza Miss Polonia.
El 21 de abril de 1930, se casó con un joven empresario, Gustaw Gettlich, en la iglesia del Seminario Espiritual de Varsovia. Resultó que eran incompatibles y el matrimonio terminó pronto sin rencores. Una historia de amor posterior fracasó cuando la madre del joven se negó a considerar a una divorciada sin un centavo como una potencial nuera.
Un día, en una pista de esquí de Zakopane, perdió el control y fue salvada por un hombre enorme que se interpuso en su camino y detuvo su descenso. Su salvador era Jerzy Giżycki, un excéntrico brillante, temperamental e irascible, que provenía de una familia adinerada en Kamieniec Podolski (antes Polonia, en ese momento Unión Soviética). A los catorce años, se peleó con su padre, se escapó de casa y trabajó en los Estados Unidos como vaquero y buscador de oro. Con el tiempo se convirtió en autor y viajó por el mundo en busca de material para sus libros y artículos. Conocía bien África y esperaba volver algún día allí.
El 2 de noviembre de 1938, Sbarbek y Giżycki se casaron en la Iglesia Evangélica Reformada de Varsovia. Poco después él aceptó un puesto diplomático en Etiopía, donde estuvo como cónsul general de Polonia hasta septiembre de 1939, cuando Alemania invadió Polonia. Skarbek dijo más tarde de Giżycki: "Fue mi Svengali (mentor/seductor) durante tantos años que nunca creyó que yo podría dejarlo alguna vez".

## Segunda Guerra Mundial

### Londres

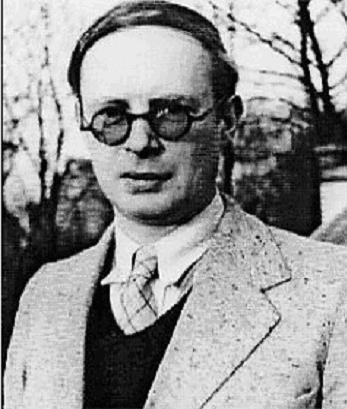
El periodista Frederick Voigt presentó a Skarbek al SIS.

Tras el estallido de la Segunda Guerra Mundial, la pareja zarpó hacia Londres llegando el 6 de octubre de 1939, donde Skarbek trató de ofrecer sus servicios en la lucha contra el enemigo común. Las autoridades británicas mostraron poco interés, pero finalmente algunos conocidos de Skarbek les convencieron, incluyendo al periodista Frederick Augustus Voigt, que se la presentó al Servicio Secreto de Inteligencia (SIS). La primera mención que hizo el SIS de ella fue en diciembre de 1939. Fue descrita como una "ardiente patriota polaca, experta esquiadora y gran aventurera" y "absolutamente intrépida".

### Hungría y Polonia
Desde Londres, Skarbek, siendo ya agente británica, viajó a Budapest, Hungría, llegando el 21 de diciembre de 1939. Hungría aún no participaba en la Segunda Guerra Mundial, pero se inclinaba hacia la Alemania nazi. La cobertura de Skarbek para justificar su presencia en Hungría era ser periodista.
Persuadió al esquiador olímpico polaco Jan Marusarz, hermano del esquiador nórdico Stanisław Marusarz, para que la escoltara a través de las nevadas montañas Tatra hasta la Polonia ocupada por los nazis. Al llegar a Varsovia, suplicó en vano a su madre que se fuera de Polonia. Stefania Skarbek se negó; estaba decidida a quedarse en Varsovia para seguir enseñando francés a niños pequeños. En enero de 1942, Stefania fue arrestada por los alemanes por judía y desapareció en la prisión de Pawiak de Varsovia. Curiosamente, la prisión había sido diseñada a mediados del siglo XIX por el tío abuelo de Skarbek, Fryderyk Skarbek, un reformador de prisiones y padrino de Frédéric Chopin, quien a su vez había sido instruido en francés por el padre de Chopin.
Un incidente que probablemente se remonta a la primera visita de Skarbek a Polonia en febrero de 1940 ilustra los peligros que enfrentó mientras trabajaba en su país natal ocupado. En un café de Varsovia, una conocida la saludó: "¡Krystyna! ¡Krystyna Skarbek! ¿Qué estás haciendo aquí? ¡Escuchamos que te habías ido al extranjero!" Cuando Skarbek negó que su nombre fuera Krystyna Skarbek, la señora respondió "que habría jurado" que era Krystyna Skarbek; ¡el parecido era absolutamente asombroso! Después de que la mujer se fuera, Skarbek, para minimizar las sospechas, se detuvo un rato antes de salir del café.
En Hungría, Skarbek se encontró con Andrzej Kowerski (1912-1988), en ese momento oficial del ejército polaco, que más tarde utilizó el nombre de guerra británico "Andrew Kennedy". Skarbek lo había conocido por primera vez cuando era niño y lo volvió a encontrar brevemente antes de la guerra en Zakopane. Kowerski, que había perdido parte de su pierna en un accidente de caza antes de la guerra, estaba entonces exfiltrando personal militar polaco y aliado y recopilando información de inteligencia. Skarbek ayudó a organizar un sistema de correos polacos que traían informes de inteligencia de Varsovia a Budapest. El primo de Kowerski (Kennedy), Ludwik Popiel, logró sacar de contrabando un rifle antitanque polaco único, modelo 35, con la culata y el cañón cortados para facilitar el transporte. Skarbek, durante algún tiempo, lo ocultó en su apartamento de Budapest. Sin embargo, nunca fue utilizado por los Aliados, ya que los diseños y especificaciones habían sido destruidos deliberadamente al estallar la guerra y no había tiempo para hacer ingeniería inversa. A pesar de todo, los alemanes y los italianos utilizaron parte de los componentes del rifle.
A petición del MI6, ella y Kowerski organizaron la vigilancia del tráfico ferroviario, por carretera y fluvial en las fronteras con Rumanía y Alemania. Se le atribuye el mérito de proporcionar información sobre el transporte de petróleo a Alemania desde los campos petrolíferos de Ploiesti en Rumania.
Skarbek pasó 1940 viajando entre Polonia y Hungría. En Budapest, en enero de 1941, mostró su pericia con las estratagemas cuando ella y Kowerski fueron detenidos por la policía húngara y encarcelados e interrogados por la Gestapo. Fingió síntomas de tuberculosis pulmonar mordiéndose la lengua hasta que sangró y un médico le diagnosticó (incorrectamente) tuberculosis terminal. Los alemanes los liberaron, pero la pareja fue perseguida por la policía y decidieron huir de Hungría, que era uno de los aliados de Alemania.

### Viaje en coche
El embajador británico en Hungría, Owen O'Malley y su esposa, la novelista Ann Bridge, se comprometieron a ayudar a Skarbek y Kowerski a escapar de Hungría. O'Malley les emitió pasaportes británicos. Kowerski se convirtió en "Anthony Kennedy" y Skarbek se convirtió en "Christine Granville", nombre que utilizó durante el resto de su vida. También se quitó siete años de edad. Su pasaporte señalaba como fecha de nacimiento 1915. Un conductor de la embajada británica sacó de contrabando a Skarbek de Hungría y la llevó a Yugoslavia en el maletero del Chrysler de O'Malley. Kowerski, también conocido como Kennedy, cruzó la frontera con su Opel. La pareja se reunió en Yugoslavia y O'Malley se unió a ellos más tarde en Belgrado, donde disfrutaron unos días de "beber champán en los clubes nocturnos y bares de danza del vientre de Belgrado". A finales de febrero, Skarbek y Kowerski continuaron su viaje en el Opel, primero a Sofía, Bulgaria. El mejor hotel de Sofía "estaba lleno de nazis". Skarbek y Kowerski llamaron a la legación británica y se reunieron con el agregado aéreo Aidan Crawley. La pareja le dio a Crawley rollos de microfilm que habían recibido de una organización de inteligencia polaca llamada "Mosqueteros". El microfilm contenía fotos de una concentración militar alemana cerca de la frontera con la Unión Soviética, lo que indicaba que se estaba planeando una invasión alemana de la Unión Soviética. El microfilm fue enviado al primer ministro Winston Churchill, en Londres, quien apenas podía creerlo; pero en marzo, con información de otras fuentes, se convenció al primer ministro de que la información proporcionada por Skarbek y Kowerski era correcta. Los alemanes invadieron la Unión Soviética en junio de 1941.
Dejando Bulgaria, Kowerski y Skarbek continuaron hacia Turquía. En Estambul, la pareja se reunió con polacos exiliados y Skarbek trató de asegurarse de que las rutas de mensajería de Estambul a Polonia siguieran funcionando. El marido de Skarbek, el intimidante Jerzy Giżycki, coincidió con ellos en Estambul el 17 de marzo de 1941. Aparentemente, no hubo fuegos artificiales cuando el esposo conoció a Kowerski, y persuadieron a Giżycki para que fuera a Budapest para asumir el papel que hasta ese momento había tenido Skarbek como punto de contacto de los británicos con la resistencia polaca. Los siguientes destinos de la pareja en el Opel fueron Siria y Líbano, que estaban bajo el control de la Francia de Vichy. Skarbek obtuvo visados de reacios funcionarios de Vichy y continuaron su viaje. Luego entraron en la Palestina bajo Mandato Británico y prosiguieron hacia El Cairo, Egipto, adonde llegaron en mayo de 1941.
Skarbek y Kowerski "habían conducido con bastante despreocupación a través de cientos de millas de territorio que simpatizaba con los nazis, a menudo con cartas incriminatorias y, a veces, microfilmes y solo semanas o, en ocasiones, días antes del avance nazi".

### El Cairo

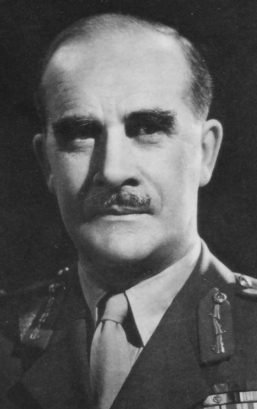
Gen. Colin Gubbins, director ejecutivo de SOE desde 1943.

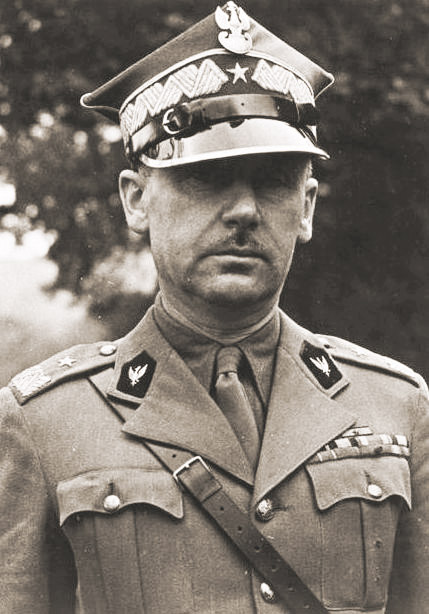
Gen. Stanisław Kopański, jefe de Estado Mayor del Comandante en Jefe de las Fuerzas Armadas Polacas en Occidente (1943-1946).

A su llegada a las oficinas de la SOE en El Cairo, Kowerski y Skarbek se enteraron de que estaban bajo sospecha debido a los contactos de Skarbek con la organización de inteligencia polaca, los Mosqueteros. Este grupo había sido formado en octubre de 1939 por el ingeniero-inventor Stefan Witkowski (que sería asesinado por desconocidos en octubre de 1942). Otra fuente de sospecha era la facilidad con la que había obtenido visados de tránsito a través de Siria y el Líbano bajo mandato francés del cónsul francés de Vichy en Estambul. Según el criterio de algunos oficiales de inteligencia polacos, solo unos espías alemanes podrían haber obtenido tales visados.
También existían sospechas específicas sobre Kowerski, de las que se ocupó en Londres el General Colin Gubbins, que posteriormente, a partir de septiembre de 1943 se convertiría en el jefe del SOE, en una carta de 17 de junio de 1941 al comandante en jefe polaco y al primer ministro de Polonia, Wladyslaw Sikorski.
En junio de 1941, Peter Wilkinson, del SOE, llegó a El Cairo y despidió oficialmente a Skarbek y Kowerski, aunque los mantuvo en la nómina de SOE con un pequeño anticipo que los obligaba a vivir casi en la pobreza. Kowerski, que era menos sospechoso que Skarbek, finalmente aclaró cualquier malentendido con el general Kopański y pudo reanudar el trabajo de inteligencia.
Cuando se informó al marido de Skarbek, Jerzy Giżycki, de que se prescindía de los servicios de Skarbek y Kowerski, se sintió ofendido y abandonó abruptamente su propia carrera como agente de inteligencia británico. Cuando Skarbek le dijo a su esposo que amaba a Kowerski, Giżycki se fue a Londres y finalmente emigró a Canadá. (La pareja se divorció formalmente en el consulado polaco en Berlín el 1 de agosto de 1946.)
Una semana después de la destitución de Skarbek y Kowerski, el 22 de junio de 1941, Alemania inició su Operación Barbarroja la invasión de la Unión Soviética, anticipada por la información que la pareja había transmitido a los británicos de parte de los Mosqueteros. Ahora se sabe también que otras fuentes, como por ejemplo Ultra, también habían proporcionado información sobre dicha operación.
Durante el resto de 1941, 1942 y 1943, el SOE asignó a Skarbek tareas menores, tales como la recopilación de información en Siria y El Cairo, incluida la transmisión de información a los británicos sobre las agencias de inteligencia y resistencia polacas. Rechazó ofertas de trabajo de oficina y continuó siendo marginada del tipo de trabajo peligroso y difícil que ella deseaba. Tanto ella como Kowerski continuaron bajo sospecha de los británicos y también con el resentimiento del gobierno polaco en el exilio porque trabajaban para Gran Bretaña.

### Formación
La ruta de Skarbek de regreso al servicio activo con el SOE comenzó cuando se unió a la First Aid Nursing Yeomanry (FANY), una organización benéfica de mujeres con uniformes de estilo militar, que se utilizó como tapadera para muchas mujeres en el SOE. El oficial de la SOE que la reclutó, Patrick Howarth, diría más tarde en broma que "lo más útil que hice en la Segunda Guerra Mundial fue reintegrar a Christine Granville". Su oficial de información en FANY, Gwendolin Lees, quedó tan impresionada por Skarbek (ahora más conocida como Granville) que más tarde puso su nombre a una hija suya en su honor. A pesar de la experiencia de Skarbek en el trabajo clandestino, se le brindó la formación estándar en la SOE para futuros agentes. Demostró ser una estudiante poco apta para la transmisión inalámbrica (en la que no tenía esperanzas) y las armas de fuego (que odiaba), pero le encantaba lanzarse en paracaídas.
El plan original de SOE de lanzar en paracaídas a Skarbek a Hungría fue cancelado porque la misión se consideró "poco menos que un homicidio". Las continuas sospechas sobre ella por parte del gobierno polaco en el exilio impidieron su regreso a Polonia. Por lo tanto, el SOE decidió infiltrarla en el sur de Francia. Su francés era bueno y tomó un curso para mejorar su inglés. Se mudó a Argelia en preparación para una misión a Francia, pero no fue enviada de inmediato porque el SOE consideraba que era "demasiado extravagante para ser efectiva en el trabajo encubierta con eficacia".

### Francia

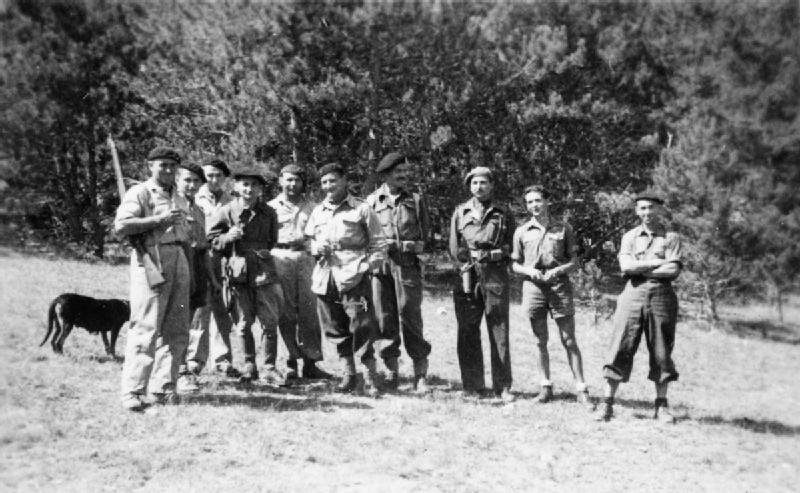
Maquisards (guerrilleros de la Resistencia) en las cercanías de Savournon en los Altos Alpes en agosto de 1944. Los agentes de SOE son la segunda desde la derecha, (posiblemente) Skarbek, el tercero John Roper, el cuarto, Robert Purvis.

La SOE tenía varias divisiones trabajando en Francia. Aunque la mayoría de las mujeres en Francia corespondían a la Sección F en Londres, la misión de Skarbek se lanzó desde Argel, la base de la Sección AMF. La Sección AMF solo se estableció a raíz de la Operación Antorcha, los desembarcos aliados en el norte de África, en parte con personal de Londres (Sección F) y en parte con personal de El Cairo (MO.4). La Sección AMF tenía tres propósitos: (1) era más simple y más seguro ejecutar las operaciones de reabastecimiento desde el norte de África que desde Londres, a través de la Francia ocupada por los alemanes; (2) El sur de Francia iba a ser liberado mediante desembarcos aliados separados allí (Operación Dragón), las unidades del SOE en el área debían ser abastecidas por su cuartel general en Argel, no por Londres; y (3) la Sección AMF aprovechaba las habilidades de los franceses que vivían en el norte de África.
Con las dos invasiones en Normandía y el sur de Francia en el verano de 1944, estas distinciones se volvieron irrelevantes, y casi todas las Secciones del SOE en Francia se unieron con los Maquis en las Fuerzas Francesas del Interior (FFI). (Hubo una excepción: la Sección EU / P, que fue formada por polacos en Francia y siguió siendo parte del movimiento transeuropeo de resistencia polaca, bajo mando polaco).
Skarbek, ahora más conocida como Christine Granville, se lanzó en paracaídas sobre Francia la noche del 6 al 7 de julio de 1944. Se convirtió en parte de la red Jockey encabezada por Francis Cammaerts, de nacionalidad belga-británica y ex pacifista. El trabajo de Cammaerts y su equipo era organizar a los combatientes de la resistencia francesa, los maquis, en el sureste de Francia para debilitar a los ocupantes alemanes antes de la invasión aliada del sur de Francia, la Operación Dragón, que tendría lugar el 15 de agosto. Skarbek era la mensajera de Cammaerts, en sustitución de Cecily Lefort, que había sido capturada por los alemanes y sería ejecutada. También se le había encomendado la tarea de intentar subvertir a los reclutas polacos del ejército alemán que estaban estacionados a lo largo de la frontera franco-italiana.
Meseta de Vercors. Cammaerts tenía su base en la aldea de Saint-Julien-en-Vercors en la remota meseta de Vercors. Skarbek llegó en medio de una gran operación encabezada por el mayor británico Desmond Longe para suministrar armas y suministros con paracaídas a los maquis locales. Salía todas las noches cuando la luna brillaba, organizando un comité de recepción para recoger los botes que los aviones aliados dejaban caer en la meseta. En la mañana del 14 de julio se produjo una caída diurna de armas ligeras y suministros de 72 B-17 estadounidenses, el mayor lanzamiento aéreo de un solo día al maquis durante la Segunda Guerra Mundial. Alentado por un discurso del jefe del gobierno provisional, Charles de Gaulle, (pero desanimado por Cammaerts que se opuso a las operaciones guerrillera a gran escala y pidió sin éxito artillería y armas antitanques para los maquis), una rebelión a gran escala contra Estallaron los ocupantes alemanes. La rebelión fue prematura y rápidamente aplastada por las tropas alemanas. El 22 de julio y bajo fuego, Cammaerts y Skarbek escaparon de la meseta, estableciendo una nueva base en Seyne-les-Alpes.
En los Alpes. Después del vuelo desde Vercors, Skarbek se embarcó en un viaje de tres semanas, principalmente a pie (no le gustaban las bicicletas), a través de los Alpes. Llevaba una mochila llena de comida y granadas de mano. Se puso en contacto con dos destacados líderes de la Resistencia francesa, Gilbert Galletti y Paul Hérault (que pronto serían asesinados por los alemanes), y saludó la llegada de un equipo de la "Operación Toplink" que incluía a sus amigos John Roper, Paddy O'Regan, y Harvard Gunn. Su trabajo consistía en organizar y suministrar tanto a la resistencia francesa como a la italiana a lo largo de la frontera. El 13 de agosto, subvirtió a algunos de los soldados polacos entre las unidades alemanas en los Alpes. Después de una caminata de dos días hasta el Col de Larche, un paso de montaña prominente en la frontera franco-italiana, se acercó a una formidable fortaleza, tripulada por 150 soldados, en la cabecera del paso. Hablando en polaco y revelando su identidad, habló con los 63 soldados polacos entre los defensores y les dijo, cuando las fuerzas de resistencia dieron la orden, que desertaran y destruyeran la fortaleza, dándoles instrucciones específicas sobre cómo hacerlo. Seis días después, una pequeña fuerza de maquis y dos oficiales de la Operación Toplink, John Roper y John Halsey, se acercaron a la guarnición y el comandante alemán rindió la fortaleza y sus soldados amotinados. Los polacos de la guarnición se unieron a la resistencia francesa como les había dicho Skarbek.
Rescatando Cammaerts. El 13 de agosto de 1944, en Digne, dos días antes de los desembarcos de la Operación Aliada Dragoon en el sur de Francia, Cammaerts, Xan Fielding – otro agente de la SOE, que había operado previamente en Creta – y un oficial francés, Christian Sorensen, fueron arrestados en un retén por la Gestapo. Skarbek regresó apresuradamente del Col de Larche, deteniéndose brevemente en el camino para encontrarse con una misión militar aliada de 10 hombres recién llegada. Ella les dijo que, en ausencia de Cammaerts, ella estaba a cargo y organizó el transporte para ellos. También intentó sin éxito persuadir a los líderes de la resistencia francesa para que asaltaran la prisión de Digne y rescataran a Cammaerts y a los demás. Entonces dejó a un lado su aversión a las bicicletas y recorrió 40 kilómetros (24,9 mi) a Digne.
En Digne, el 15 de agosto, Skarbek rodeó las paredes de la prisión tarareando "Frankie y Johnny”, una de las canciones favoritas de Cammaerts y de ella. Él respondió de la misma manera, confirmando así que se encontraba dentro. Skarbek logró reunirse con el capitán Albert Schenck, un alsaciano que actuaba como oficial de enlace entre la prefectura francesa local y la Gestapo. Se presentó como la esposa de Cammaerts y sobrina del general británico Bernard Montgomery y amenazó a Schenck con una terrible retribución si los prisioneros sufrían algún daño. Reforzó la amenaza con una oferta de dos millones de francos por la liberación de los hombres.
Skarbek informó al SOE en Londres y consiguió que le lanzaran dos millones de francos desde el aire. El 17 de agosto regresó a la oficina de Schenck con el dinero en mano. La invasión aliada del sur de Francia había tenido lugar dos días antes, el 15 de agosto, y los soldados aliados estaban a 60 kilómetros de distancia y avanzando rápidamente hacia Digne, cuestión que era evidente para los alemanes y sus colaboradores franceses. Schenck le presentó a un oficial de la Gestapo, Max Waem, belga, con autoridad para ordenar la liberación de los agentes de la SOE. Lo recibió en el apartamento de Schenck a las cuatro de la tarde. Estuvo negociando con él, argumentando que estaba en contacto con las fuerzas aliadas, y podría protegerle cuando llegaran.
Esa noche, Cammaerts, Fielding y Sorensen fueron sacados de prisión por Waem, vestido con su uniforme de las SS. Creían que iban camino de su ejecución, pero en cambio Waem los llevó a un automóvil y los llevaron a las afueras de Digne, donde Skarbek los estaba esperando. Se subió al automóvil sin asentir con la cabeza y pensaron que ella también era una prisionera. Condujeron hasta la orilla de un río donde Fielding ayudó a Waem a enterrar su túnica de las SS. Fue entonces cuando se dieron cuenta de que estaban siendo liberados, no ejecutados.
Después de que Cammaerts y los otros dos hombres fueran liberados, se le recomendó a Schenck que abandonara Digne. No lo hizo y posteriormente fue asesinado por desconocidos. Su esposa se quedó con el dinero del soborno y, después de la guerra, intentó cambiarlo por nuevos francos. Fue arrestada, pero fue liberada después de que las autoridades investigaran su historia. Pudo cambiar el dinero por una pequeña parte de su valor. Cammaerts y Skarbek la ayudaron a regresar a su hogar. Skarbek le había prometido a Waem que no sería arrestado por los británicos y luchó con los líderes del SOE consiguiendo protegerlo. Sobrevivió a la guerra y regresó a Bélgica.
La historia del soborno de Skarbeks aparece ficcionada en el último episodio de la serie de televisión británica, Wish Me Luck (Deséame suerte).
Operación Dragón. Digne fue liberado por el ejército estadounidense dos días después de que Skarbek rescatara a Cammaerts, Fielding y Sorensen. El maquis había despejado el camino para los estadounidenses y encontraron poca oposición. Cammaerts y Skarbek se reunieron con el comandante estadounidense, el general de brigada Frederic B. Butler, en Sisteron el 20 de agosto. Ofrecieron su ayuda pero él no los tuvo en cuenta y los desestimó como "bandidos". Skarbek se puso furiosa y tuvo que tranquilizarla un ayudante del general. Dejando atrás al ejército estadounidense, los dos se dirigieron a Gap, donde los maquis habían capturado la guarnición alemana. Varios cientos de polacos, soldados reclutados en el ejército alemán, se encontraban entre los alemanes capturados. Skarbek se dirigió a los polacos con un megáfono y consiguió su compromiso para unirse a las fuerzas aliadas, siempre que se despojaran de sus uniformes alemanes. Los polacos se quitaron los uniformes. El general Butler desaprobaba tales procedimientos, amenazando a Skarbek y Cammaerts con arresto y consejo de guerra si no se iban. Más tarde, tuvieron mejor bienvenida por parte del oficial superior de Butler, el general Alexander Patch, que los designó como enlace de los estadounidenses con los maquis. La pareja continuó hacia el norte hasta Lyon y París. En septiembre, Skarbek tomó un vuelo militar a Londres.

### Desenlace
Cuando los equipos de la SOE regresaron de Francia (o en algunos casos, recibieron el ultimátum de De Gaulle de abandonar Francia en las siguientes 24 horas) en el otoño de 1944, algunas de las mujeres británicas buscaron nuevas misiones en la Guerra del Pacífico, donde continuaba la guerra con el Imperio del Japón; pero Skarbek, como polaca, estaba en una posición ideal para servir como mensajera para misiones en su tierra natal. A medida que el Ejército Rojo avanzaba por Polonia, el gobierno británico y el gobierno polaco en el exilio trabajaban juntos para crear una red que informara sobre lo que ocurría en la República Popular de Polonia. Kowerski y Skarbek se reconciliaron con las fuerzas polacas y se prepararon para ser lanzados a Polonia a principios de 1945. Sin embargo, la misión, llamada Operación Freston, fue cancelada porque el primer grupo en entrar en Polonia fue capturado por el Ejército Rojo (siendo liberados en febrero de 1945).
Todas las mujeres de la SOE recibieron rango militar, con comisiones honorarias en el Servicio de Transporte de Mujeres, la First Aid Nursing Yeomanry (FANY), oficialmente parte del Auxiliary Territorial Service (ATS), aunque era un grupo muy elitista y autónomo, o la Women's Auxiliary Air Force (WAAF). Preparándose para el servicio en Francia, Skarbek había sido miembro de FANY. A su regreso, fue transferida a la WAAF como oficial de vuelo hasta el final de la guerra en Europa: del 21 de noviembre de 1944 al 14 de mayo de 1945.

## De la posguerra
Después de la guerra, Skarbek se quedó sin reservas financieras ni un país de origen al que regresar. Xan Fielding, a quien había salvado de la ejecución por parte de la Gestapo, escribió en su libro de 1954, Hide and Seek, dedicado "A la memoria de Christine Granville" que a pesar de ser probablemente una de las agentes que más había sufrido aquellos seis años, recibió únicamente un mes de salario, y fue abandonada en El Cairo a su propia suerte. Solicitó un pasaporte británico (puesto que su traición a Polonia la había dejado sin estado), pero el papeleo se demoró, mientras ella tuvo que embarcarse en una vida de viajes inciertos.
Uno de los otros agentes de la SOE que Skarbek había rescatado, Francis Cammaerts, llamó a su hija Christine (nacida en 1948) en su honor.
Incapaz de encontrar trabajo, Skarbek fue a Nairobi, entonces en la Colonia y Protectorado de Kenia para reunirse con Michael Dunford, un antiguo amante, pero el gobierno colonial británico rechazó su solicitud de permiso de trabajo. Regresó a Londres, donde trabajó sucesivamente como telefonista, vendedora, camarera y azafata en los transatlánticos. En uno de los barcos de pasajeros, el Ruahine, se pidió a la tripulación, incluida Skarbek, que llevaran las medallas que les habían otorgado durante la guerra. La impresionante línea de reconocimientos de Skarbek, suficientes para halagar a un general, la convirtió en la favorita inmediata de los pasajeros y en un objetivo obvio para el resentimiento entre la tripulación ... Pronto fue víctima de una campaña de descrédito por ser extranjera, mujer y una sospechosa de mentir... "Un compañero mayordomo, Dennis Muldowney, la defendió, siendo probable que fueran amantes. Muldowney se obsesionó con ella y ella rompió con él, diciendo que era "obstinado y aterrador".

## Muerte y legado
Christine Granville fue asesinada a puñaladas en el hotel Shelbourne, Earls Court, en Londres, el 15 de junio de 1952. Había comenzado a trabajar como azafata unas seis semanas antes en la Union-Castle Line y había reservado una habitación en el hotel el 14 de junio, después de regresar de un viaje de trabajo en Durban, Sudáfrica, a bordo del Castillo de Winchester. Su cuerpo fue identificado por su primo, Andrzej Skarbek. Cuando se registró su muerte en la oficina de registro del Royal Borough of Kensington, se incluyó una edad de 37 años, la edad que aparecía en su pasaporte británico.
Su agresor resultó ser Dennis George Muldowney, el hombre obsesionado que había trabajado con Skarbek como mayordomo naval y que, en el momento de su asesinato, era portero del Reform Club. Tras ser juzgado y declarado culpable de su asesinato, Muldowney fue ahorcado en HMP Pentonville el 30 de septiembre de 1952.

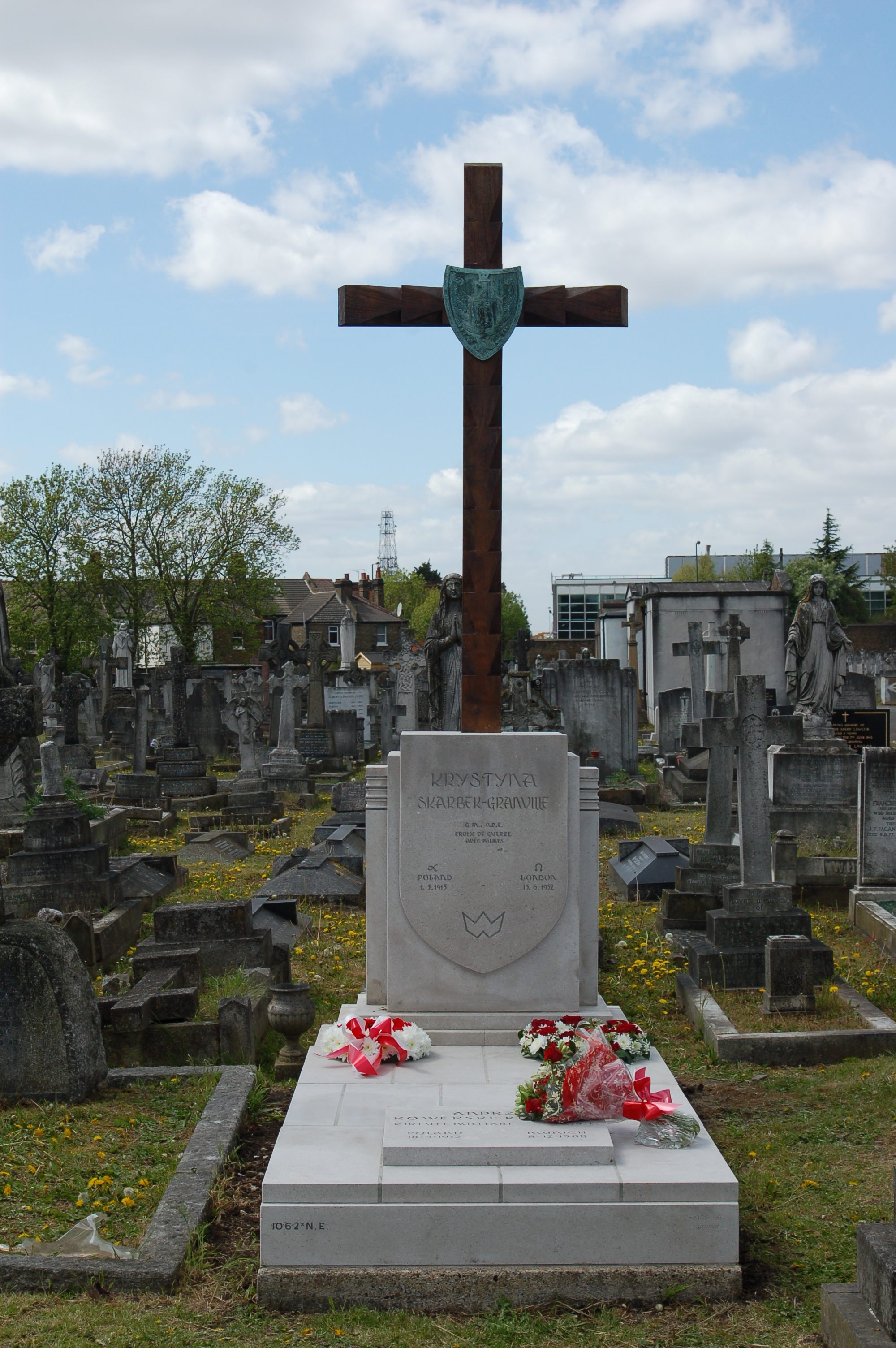
La tumba de Skarbek, en el cementerio católico de Santa María, Londres, con Andrzej Kowerski, su compañero sentimental y en el servicio en la SOE.

Granville fue enterrada en cementerio católico de Santa María, en Kensal Green, al noroeste de Londres. En 2013, la Polish Heritage Society restauró su tumba.
Después de la muerte de Granville, Andrzej Kowerski (Andrew Kennedy) dirigió un grupo de hombres, especialmente Cammaerts, Roper y Patrick Howarth, dedicados a asegurar que su nombre no fuera "manchado y logró detener varios informes de prensa y dos libros". La autora Madeleine Masson dijo que "doce hombres que amaban a Christine ... se unieron para asegurarse de que nadie escribiera basura sobre ella", la "basura" aparentemente son historias de su vida sexual activa y diversa. Masson finalmente recibió el apoyo del grupo para publicar una versión "limpia" de la vida de Granville. Kowerski / Kennedy murió de cáncer en Múnich, Alemania, en diciembre de 1988. Fue incinerado y sus cenizas fueron trasladadas a Londres y enterradas al pie de la tumba de Skarbek.
En 1971, un grupo polaco compró el hotel Shelbourne; en un almacén, encontraron su baúl, que contenía su ropa, papeles y una daga del SOE. Esta daga, sus medallas y algunos de sus papeles se encuentran ahora en el Instituto Polaco y el Museo Sikorski en el número 20 de Prince's Gate, Kensington, Londres.
En mayo de 2017, se presentó un busto de bronce en su honor, de Ian Wolter, en el Polish Hearth Club (Ognisko Polskie) en Kensington, Londres.

## Reconocimientos y premios
Las hazañas de Skarbek fueron reconocidas con la Medalla de Jorge. Varios años después del incidente de Digne, en Londres, le dijo a otro polaco y compañero veterano de la Segunda Guerra Mundial que, durante sus negociaciones con la Gestapo, no había sido consciente del peligro que corría ella misma. Sólo después de que ella y sus camaradas hubieran logrado escapar, se dio cuenta: "¡Qué he hecho!" También podrían haberme disparado".
Por su trabajo en conjunto con las autoridades británicas, en mayo de 1947 fue nombrada Oficial de la Orden del Imperio Británico (OBE), un premio normalmente asociado con oficiales del rango militar equivalente al de teniente coronel, y un nivel por encima del premio más habitual de Miembro de la Orden del Imperio Británico (MBE) otorgado a otras mujeres agentes de SOE. A pesar de sus problemas con los polacos durante la guerra, en 1945, cuando Skarbek visitó el cuartel general militar polaco llevando su uniforme británico de la WAAF, los mandos militares polacos la trataron con el mayor respeto.
El reconocimiento francés de la contribución de Skarbek a la liberación de Francia llegó con la concesión de la Croix de Guerre.
En 2020, English Heritage anunció que colocaría una placa azul en honor a Skarbek en el sitio del antiguo Shelbourne Hotel. La placa se dio a conocer en septiembre de 2020, seis años después de que la biógrafa de Granville, Clare Mulley, propusiera la placa a English Heritage.

## En la cultura popular

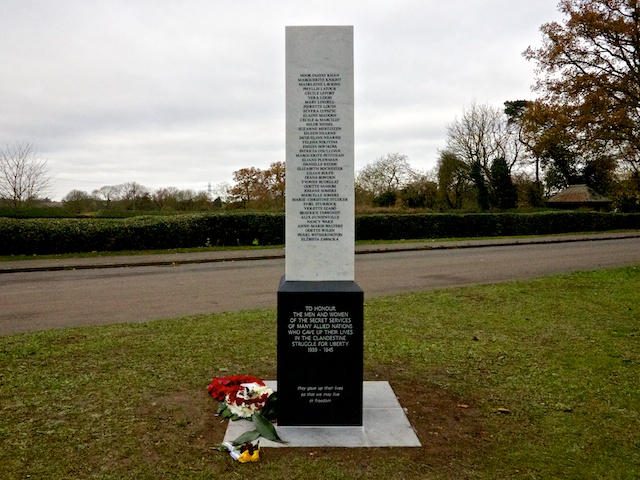
Tempsford Memorial a las agentes femeninas y los escuadrones especiales de la RAF, entre ellos Krystyna Skarbek

El escritor William F. Nolan afirma que Ian Fleming, en su primera novela de James Bond, Casino Royale (1953), creó a Vesper Lynd a imagen y semejanza de Christine Granville. Según Nolan, Fleming también se basó en ella para el personaje de Tatiana Romanova en su novela de 1957 Desde Rusia, con amor. Sin embargo, la biógrafa de Skarbek, Clare Mulley, señala que "si Christine fue inmortalizada como la descuidadamente bella agente doble Vesper Lynd, es más probable que Fleming se haya inspirado en las historias que escuchó sobre ella que en la mujer en persona.. . [Él] nunca afirmó haberla conocido, ni siquiera de pasada".
A medida que se iba publicando más información sobre la vida de ella, Kowerski / Kennedy pidió a su amigo común, W. Stanley Moss, que escribiera algo definitivo; una serie de cuatro artículos ilustrados de Moss se publicaron en Picture Post en 1952.
En 1999, la escritora polaca Maria Nurowska publicó una novela, Miłośnica (La amante), un relato del intento de una periodista ficticia de investigar y demostrar la historia de Skarbek.
Se han publicado cuatro biografías de Skarbek:
- Madeleine Masson, Christine: una búsqueda de Christine Granville, OBE, GM, Croix de Guerre, 1975; republicado en 2005,
- Jan Larecki, Krystyna Skarbek, Agentka o wielu twarzach (Krystyna Skarbek, Agente de muchas caras), 2008,ISBN 978-83-05-13533-7.
- Clare Mulley, La espía que amó: los secretos y la vida de Christine Granville, primera agente especial británica de la Segunda Guerra Mundial, 2012,ISBN 978-1-4472-2565-2.
- Ronald Nowicki, La esquiva Madame G, 2013,

El 3 de mayo de 2016, BBC Radio 4 emitió un episodio de Great Lives en el que el teniente general Sir Graeme Lamb proponía la vida de Krystyna Skarbek, con Clare Mulley como testigo experto.
El libro de Michael Morpurgo En la boca del lobo (2018) se centra en el trabajo de Skarbek en la Resistencia de la Segunda Guerra Mundial con Francis Cammaerts.